# Club sportif de Hiboun
 (janvier 2024).
Si vous disposez d'ouvrages ou d'articles de référence ou si vous connaissez des sites web de qualité traitant du thème abordé ici, merci de compléter l'article en donnant les références utiles à sa vérifiabilité et en les liant à la section « Notes et références ».
Le Club sportif de Hiboun est un club de handball basé à Hiboun en Tunisie.
Le club voit le jour en 1979.
À l'issue de la saison 2016-2017, le club est promu en première division (Nationale A) pour la saison 2017-2018.